# Styrax yutajensis
Styrax yutajensis är en storaxväxtart som först beskrevs av Bassett Maguire, och fick sitt nu gällande namn av P.W.Fritsch. Styrax yutajensis ingår i släktet Styrax och familjen storaxväxter. Inga underarter finns listade i Catalogue of Life.